# Etoxid de sodiu
Etoxidul de sodiu sau etilatul de sodiu este un compus organic cu formula chimică C2H5ONa. Este un alcoxid solid alb, format prin deprotonarea etanolului și este folosit în industrie și în laborator. Este o bază puternică.

## Obținere și proprietăți
Etoxidul de sodiu este obținut prin reacția dintre etanol absolut și sodiu metalic:
{\displaystyle {\ce {2 Na + 2 C2H5OH -> 2 C2H5ONa + H2}}}
Etoxidul de sodiu permite obținerea esterului acetilacetic sodat prin reacția cu esterul acetilacetic.